# John A. Anderson

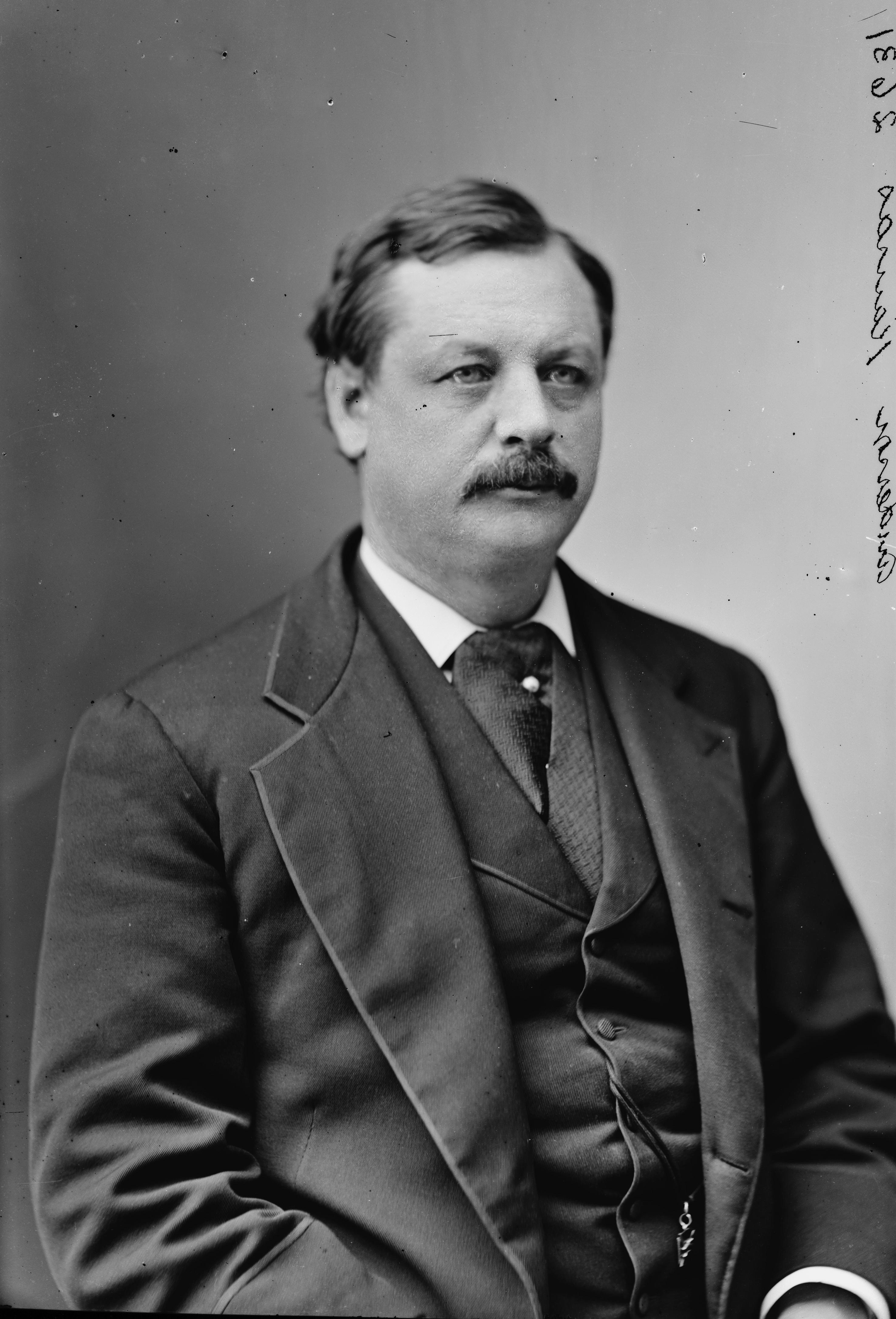
John Alexander Anderson

John Alexander Anderson (* 26. Juni 1834 bei Pigeon Creek, Washington County, Pennsylvania; † 18. Mai 1892 in Liverpool, England) war ein US-amerikanischer Politiker. Zwischen 1879 und 1891 vertrat er den Bundesstaat Kansas im US-Repräsentantenhaus. Außerdem war er Präsident der Kansas State University.

## Werdegang
John Anderson besuchte sowohl öffentliche als auch private Schulen. Bis 1853 studierte er an der Miami University in Oxford (Ohio). Im Jahr 1857 wurde er als presbyterianischer Geistlicher ordiniert. Daraufhin begann er in Stockton (Kalifornien) in diesem Beruf zu arbeiten. Im Jahr 1860 wurde er Kurator der staatlichen Nervenheilanstalt von Kalifornien. 1862 wurde er Militärgeistlicher bei einem Freiwilligenregiment in Kalifornien. Von 1863 bis 1865 vertrat er die Bundesgesundheitsbehörde ebenfalls in Kalifornien.
Im Jahr 1868 zog Anderson nach Junction City in Kansas, wo er die erste presbyterianische Kirche der Stadt erbaute. Dort war er auch fünf Jahre lang als Pastor tätig. Zwischen 1872 und 1873 gehörte er zum Leitungsgremium der University of Kansas. Von 1873 bis 1879 war er Präsident des Kansas State Agricultural College, das besser unter dem Namen Kansas State University bekannt ist.
Anderson war Mitglied der Republikanischen Partei. Bei den Kongresswahlen des Jahres 1878 wurde er im ersten Distrikt von Kansas in das US-Repräsentantenhaus in Washington, D.C. gewählt, wo er am 4. März 1879 die Nachfolge von William A. Phillips antrat. In den folgenden Jahren wurde er jeweils wiedergewählt. Seit den Wahlen des Jahres 1884 vertrat er als Nachfolger von Edmund Morrill den fünften Wahlbezirk seines Staates. Bis zum 3. März 1891 konnte er insgesamt sechs Legislaturperioden im Kongress absolvieren.
Für die Wahlen des Jahres 1890 wurde Anderson von seiner Partei nicht erneut nominiert. Im März 1891 wurde er zum amerikanischen Konsul in Kairo ernannt. Auf dem Weg zurück in die Vereinigten Staaten starb er im Mai 1892 im englischen Liverpool. Er wurde in Junction City beigesetzt.